# Nederlands kampioenschap halve marathon 2022
Het Nederlands kampioenschap halve marathon 2022 vond plaats op 21 maart 2022. Het was de 29e keer dat de Atletiekunie een wedstrijd organiseerde met als inzet de nationale titel op de halve marathon (21,1 km). De wedstrijd vond plaats in Nijmegen tijdens het evenement Stevensloop.
Nederlands kampioen halve marathon bij de mannen werd Luuk Maas. Bij de vrouwen won Maureen Koster de titel. Beiden wonnen de titel voor de eerste maal. 
In totaal namen 234 atleten deel in verschillende leeftijdscategorieën.

## Uitslagen

### Mannen
| Rang   | Atleet            | Tijd    | Opm. |
| ------ | ----------------- | ------- | ---- |
| Goud   | Luuk Maas         | 1:03.53 |      |
| Zilver | Mohamed Ali       | 1:04.01 |      |
| Brons  | Lucas Nieuweboer  | 1:04.17 |      |
| 4      | Frank Futselaar   | 1:04.30 |      |
| 5      | Ronald Schröer    | 1:04.38 |      |
| 6      | Manuel de Backer  | 1:05.51 |      |
| 7      | Pim Lambregts     | 1:06.17 |      |
| 8      | Maikel Peeman     | 1:06.22 |      |
| 9      | Wilfred van Holst | 1:06.27 |      |
| 10     | Abdi Hassan       | 1:06.32 |      |

### Vrouwen
| Rang   | Atleet            | Tijd    | Opm.   |
| ------ | ----------------- | ------- | ------ |
| Goud   | Maureen Koster    | 1:11.22 |        |
| Zilver | Jacelyn Gruppen   | 1:12.30 |        |
| Brons  | Ineke van Koldam  | 1:12.51 |        |
| 4      | Anne Luijten      | 1:14.11 |        |
| 5      | Jennifer Gulikers | 1:14.20 |        |
| 6      | Marcella Herzog   | 1:14.57 |        |
| 7      | Saskia Weinans    | 1:17.23 |        |
| 8      | Eva van Zoonen    | 1:18.47 | 1e V35 |
| 9      | Maaike van Gelder | 1:18.54 |        |
| 10     | Nienke van Zoggel | 1:19.10 |        |

1992 · 
1993 · 
1994 · 
1995 · 
1996 · 
1997 ·
1998 ·
1999 · 
2000 · 
2001 · 
2002 · 
2003 · 
2004 · 
2005 · 
2006 · 
2007 · 
2008 · 
2009 · 
2010 · 
2011 · 
2012 · 
2013 · 
2014 · 
2015 · 
2016 ·
2017 ·
2018 ·
2019 ·
2022 ·
2023